# Batalha de Esvindax
A Batalha de Esvindax foi travada na primavera de 1022 entre as forças do Império Bizantino, lideradas pelo imperador Basílio II, e do Reino da Geórgia, lideradas pelo rei Jorge I em Esvindax (em georgiano: სვინდაქსი; romaniz.: Suindax’i segundo um cronista georgiano), na província de Bassiana. A batalha terminou com vitória bizantina e Jorge I foi forçado a negociar um tratado de paz encerrando a guerra de sucessão dos curopalatas georgianos na Ásia Menor.